# چیپریان ماریکا
چیپریان ماریکا (رومانیایی: Ciprian Marica؛ (تلفظ رومانیایی: [t͡ʃipriˈan ˈmarika]؛ زادهٔ ۲ اکتبر ۱۹۸۵) بازیکن سابق فوتبال اهل رومانی است.
از باشگاه‌هایی که در آن بازی کرده‌است می‌توان به باشگاه فوتبال دینامو بخارست، باشگاه فوتبال شاختار دونتسک، باشگاه فوتبال اشتوتگارت، باشگاه فوتبال شالکه ۰۴، باشگاه فوتبال استوا بخارست، باشگاه فوتبال ختافه، باشگاه فوتبال کونیااسپور اشاره کرد.